# Self-Contained
Self-Contained es el tercer álbum en solitario de Peter Banks, exguitarrista del grupo de rock progresivo Yes. Un trabajo más experimental que sus anteriores álbumes.

## Pistas
1. Radio Foreplay (Banks) - 0:55
2. Endless Journey (Banks) - 1:47
3. More Foreplay (Banks) - 1:09
4. Massive Trouser Clearance (Banks, Goff) - 7:27
5. Lost Days (Banks) - 2:34
6. Away Days (Banks) - 2:42
7. Two-Rides (Banks) - 1:14
8. Self-Contained (Banks) - 2:21
9. Clues (Banks) - 7:56
10. The Three Realms (Banks) - 5:17
11. Tell Me When (Banks) - 7:38
12. Funkin' Profundity (Banks) - 6:15
13. It's All Greek to Me (Banks) - 24:06
14. Thinking of You (Banks) - 4:11

## Músicos
- Peter Banks - Guitarra.
- Gerald Goff - Teclados.

- Datos: Q9075789